# 卡夫拉莱斯奶酪
卡夫拉莱斯奶酪（西班牙語：queso de Cabrales）是一種藍乾酪，產自西班牙北部阿斯图里亚斯的卡夫拉莱斯。傳統的卡夫拉莱斯奶酪是以葉子包裝的，因為葉子能帶給芝士一種獨特的風味，但現時因衛生要求，已經更改為用綠色薄膜或塑膠包裝芝士。卡夫拉莱斯奶酪的芝士肉呈白色，邊緣佈滿藍色條紋，芝士的中心較少。芝士的製法是先將混合乳凝結，待凝結後將凝結塊切割成核桃大小的顆粒，把顆粒放在圓柱形的模具擠壓，以排走乳清，待芝士略為乾燥時進行乾醃，把醃好的芝士放入山洞進行成熟，芝士在山洞中產生霉菌，並逐漸深入芝士的中心，為芝士帶來濃烈的風味。